# Sumber Mufakat
Sumber Mufakat is een bestuurslaag in het regentschap Karo van de provincie Noord-Sumatra, Indonesië. Sumber Mufakat telt 4204 inwoners (volkstelling 2010).